# Wollomombi
Wollomombi – najwyższy wodospad położony w Australii, na rzece Wollomombi (dopływ Macleay uchodzącej do Morza Tasmana), w stanie Nowa Południowa Walia, w Wielkich Górach Wododziałowych, w pasmie New England. Osiąga wysokość 482 metry, w tym najwyższy próg ma 335 metrów.